# Be My Radio
『Be My Radio』（ビーマイレディオ）は、2021年4月5日から2025年3月27日まで放送されていたエフエム北海道のラジオ番組。

## 放送・配信時間
いずれもJST。
ラジオ
- エフエム北海道 月曜-木曜日 12:00 - 15:55 （2021年4月5日 - 2025年3月27日）

### 過去
インターネット配信
- ABEMA RADIO 月曜-木曜日 13:00 - 15:55 （2021年4月5日 - 2022年12月29日[注 1]）

## パーソナリティ
- 阿野洋介（月・火）[注 2]
- 鈴木彩可（月・火）[注 3]
- 箕輪直人（水・木）
- 大野真奈（水・木）[注 4][注 5]
- 坂口紅羽（水・木）[注 6]
- 戸田耕陽（月 - 木、リポーター）[注 7]

特別番組による休止
- 2021年7月22日（木）は、『The beach DAY in Zenibako』放送のため休止。
- 2021年9月23日（木）は、『秋を食べるAIR-G' 39えーあじ北海道』放送のため休止。
- 2022年2月23日（水）は、『薬剤師☆RADIO～ひとつの命を大切に～』放送のため休止。
- 2022年11月23日（水）は、『AIR-G’ホリデー・スペシャル〜冬得！北海道〜』放送のため休止。

## タイムテーブル
- 12:30
  - 月曜 - 北海道品質プロジェクト（内包番組）
  - 火曜 - EZO CLUB RADIO（内包番組）
  - 水曜 - AGRIACTION RADIO（内包番組）
- 12:55 NANDA!KANDA!（内包番組）
- 13:00 逆電リク
- 13:26 快適生活ラジオショッピング
- 13:55 道新ヘッドラインニュース
- 14:00 Free Wi-Wi（ゲストコーナー）
- 14:41 TRAFFIC INFORMATION
- 14:45 出会いは2:50
- 14:55 IMP.のIMPickup（TOKYO FM制作）
- 15:00 快適生活ラジオショッピング[注 8]
- 15:40 Go! Go! Let's Go!